# Центральний регіон (Того)
Центра́льний регіон (фр. Région du Centre) — один із 5 регіонів у складі Тоголезької Республіки. Адміністративний центр — Сокоде.

## Населення
| 1970    | 1981    | 2000    | 2002    | 2003    | 2004    | 2005    | 2006    | 2010    | 2022    |
| ------- | ------- | ------- | ------- | ------- | ------- | ------- | ------- | ------- | ------- |
| 298 000 | 273 138 | 463 000 | 474 000 | 478 000 | 484 000 | 489 000 | 484 000 | 617 871 | 795 529 |

## Склад
До складу регіону входять 5 префектур, які поділяються на 15 комун, 61 кантон та 511 населених пунктів:
| № | Префектура | Площа, км² | Населення, осіб (2022) | Центр      | Комуни | Кантони | Населені пункти |
| - | ---------- | ---------- | ---------------------- | ---------- | ------ | ------- | --------------- |
| 1 | Блітта     | 3 128      | 163 272                | Блітта     | 3      | 21      | 140             |
| 2 | Мо         | 1 256      | 52 448                 | Джаркпанга | 2      | 5       | 86              |
| 3 | Сотубуа    | 3 154      | 138 864                | Сотубуа    | 3      | 12      | 140             |
| 4 | Чамба      | 3 168      | 200 585                | Чамба      | 3      | 10      | 61              |
| 5 | Чауджо     | 2 396      | 240 360                | Сокоде     | 4      | 13      | 84              |